# Tibetaanse kunst

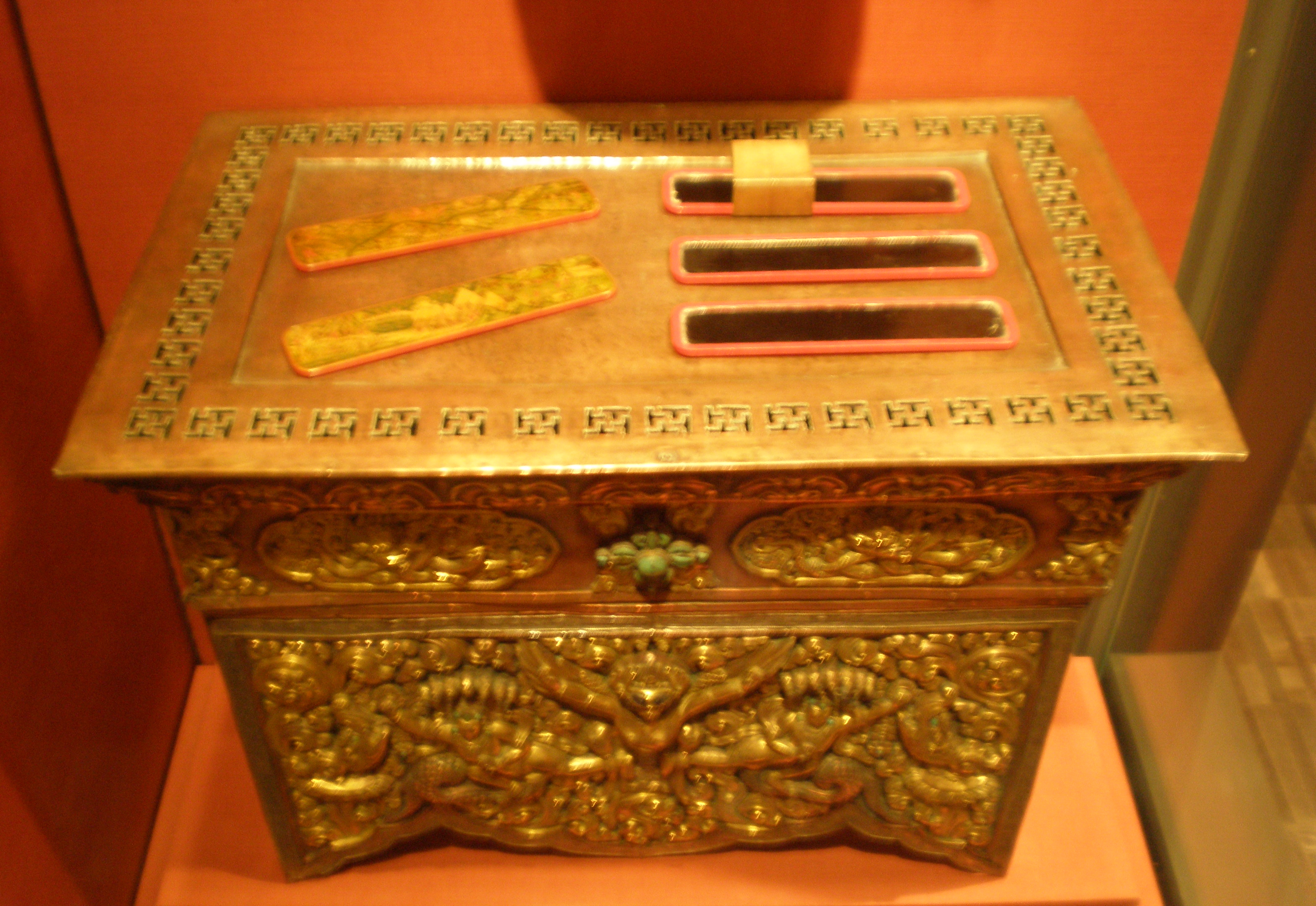
Tibetaanse berichtenkist (rond 1875-1925)
op een 19e-eeuwse vouwtafel

Tibetaanse kunst is kunst uit de culturele regio Tibet, waartoe ook andere gebieden in het Himalaya-gebergte horen, zoals Bhutan, Ladakh, Sikkim en voor een deel Nepal. Verder wordt sinds het midden van de 20e eeuw ook kunst uit de Tibetaanse nederzettingen buiten de regio hiertoe gerekend.
Gezien Tibet binnen de landsgrenzen van de Volksrepubliek China ligt, is Tibetaanse kunst niet alleen door Tibetanen maar ook door Chinezen gewild, waardoor sommige kunststukken binnen China voor veel geld wordt verhandeld.

## Invloeden

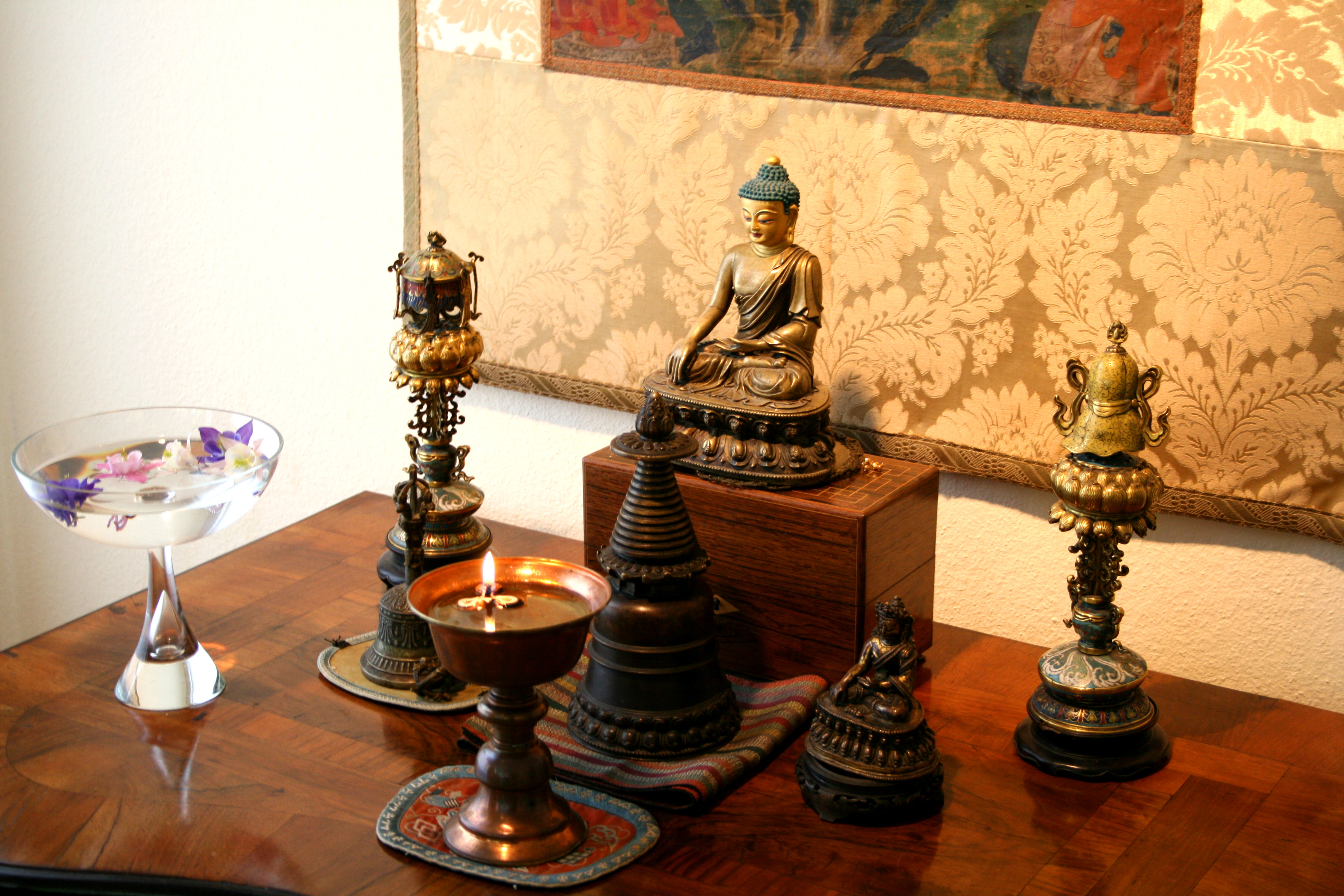
Boeddhistische relikwieën

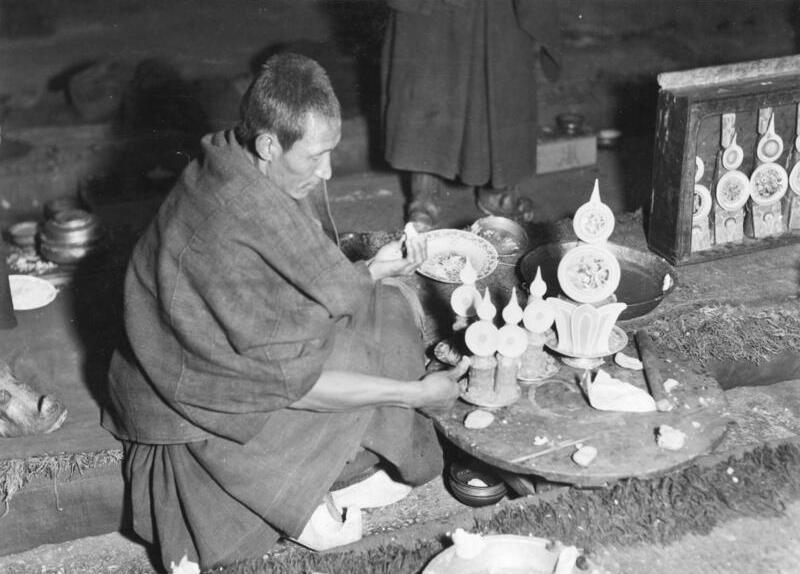
Monnik die boterfiguren maakt, 1938

De veroveringen van Alexander de Grote exporteerden artistieke Griekse invloeden naar India in de 4e eeuw v.Chr.. Via India bereikten deze invloeden eveneens Tibet. De Griekse technieken van beeldhouwkunst hadden grote invloed op de boeddhistische centra in huidig Afghanistan en Pakistan en leidden tot een nieuwe Grieks-boeddhistische artistieke samensmelting. In die tijd was het standbeeld van Boeddha nog niet gestandaardiseerd en inspireerden de Griekse modellen bij de bouw van boeddhabeelden voor de tempels in zowel brons als steen.
Verder bestaat Tibetaanse kunst vooral uit religieuze kunst en is ze voornamelijk beïnvloed door het Tibetaans boeddhisme. Tibetaanse kunst laat zich om die reden indelen naar de invloeden van verschillende religies.
Voor metalen standbeelden wordt vaak dzekshim gebruikt, een legering van in elk geval koper, dat in de meeste gevallen bestaat uit zeven metalen of meer, waaronder goud en zilver. De mate van gebruik van de verschillende metalen heeft onder meer te maken met de gewenste kleurnuance. Vanwege de hoge waardering worden dzekshim-beelden nooit verguld.

### Mahayana-boeddhistische invloed
Toen het Mahayana-boeddhisme opkwam als een afzonderlijke school in de 4e eeuw v.Chr., legde de kunst in Tibet de nadruk op de rol van de bodhisattva's. In eerdere tijden waren de verschillende bodhisattva's al onderwerp van beeldhouwkunst. Tibetaans boeddhisme is een aftakking van het Mahayana-boeddhisme en erfde deze traditie als zodanig mee. De bodhisattva die in de Tibetaanse kunst in het algemeen wordt afgebeeld, is de geluggodheid Avalokitesvara, vaak geportretteerd als heilige met duizend armen en één oog in het midden van elke hand. Dat geeft een alziend mededogen weer van hem die alle verzoeken hoort.

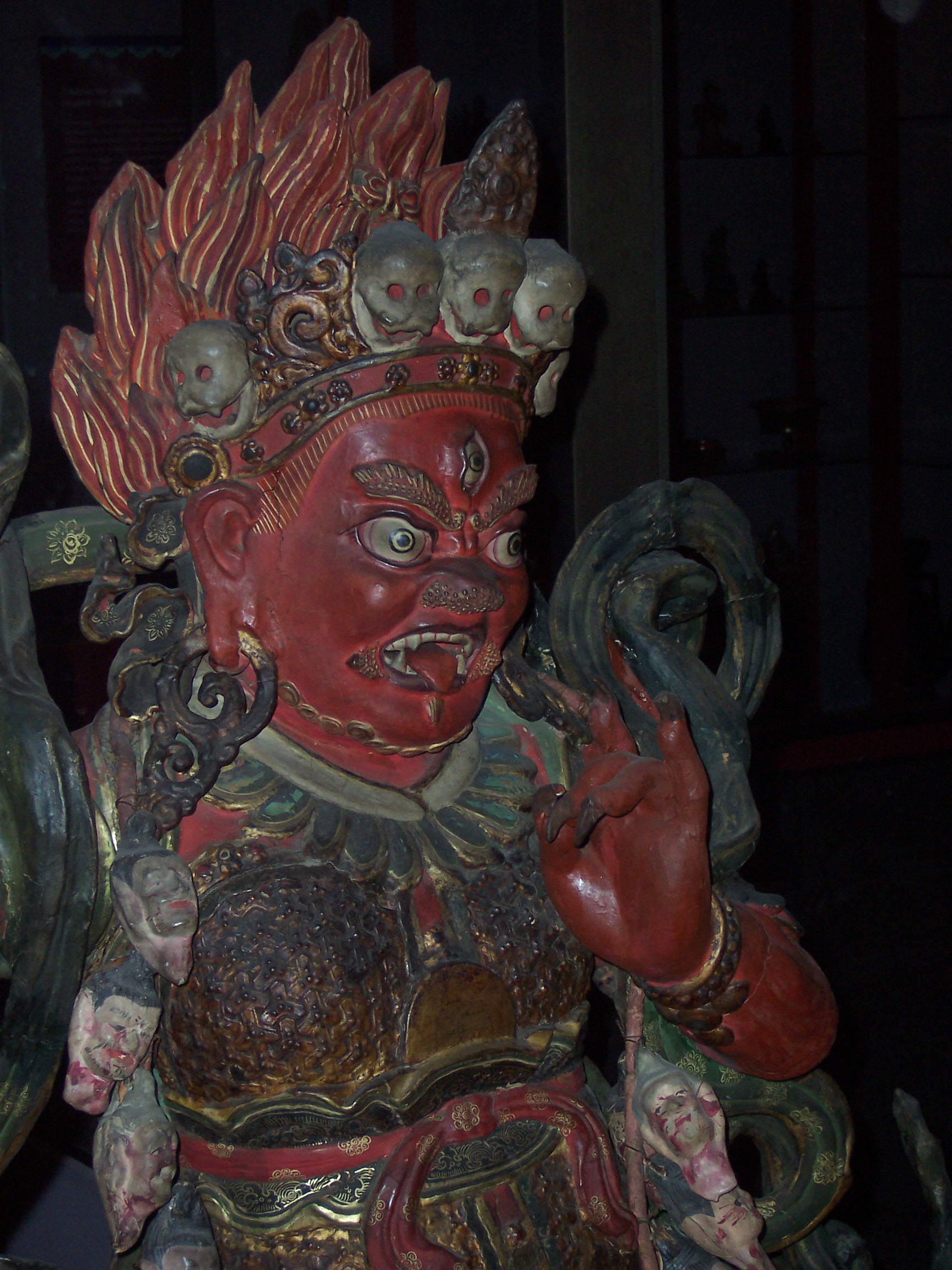
De toornige godheid Dharmapala

### Tantrische invloed
Het tantrisch boeddhisme wordt ook vajrayana genoemd, vanwege het algemene gebruik van de symbolen van de vajra, de diamant of bliksemschicht die in het Tibetaans dorje heet. Het grootste deel van de Tibetaans boeddhistische kunst wordt gezien als onderdeel van de beoefening van tantra.
In de 5e tot 6e eeuw ontstond de vajrayana (diamantvoertuig), die naar westers inzicht een vorm van magisch of esoterisch boeddhisme was, uit een combinatie van het brahmanistisch-hindoeïstische tradities (gebruik van mantra's, yoga, brandoffers). De vajrayana werd ook wel tantrayana genoemd en liep vooruit op de boeddhistische leer. In de 8e tot 9e eeuw werd het tantrische boeddhisme in Tibet geïntroduceerd door Padmasambhava, ook Goeroe Rinpoche genoemd. De kunst van de vajrayana stond aanvankelijk in de traditie van het Grecoboeddhisme en was beïnvloed vanuit Bengalen en China.
Een opmerkelijk aspect van het tantrische boeddhisme is de voorstelling van toornige godheden, doorgaans afgeschilderd met boze gezichten, vuur en het gelaat van de dood. Deze afbeeldingen vertegenwoordigen de beschermers (Sanskriet: dharmapala) en hun angstaanjagende vertoning verhult hun ware natuur van compassie en mededogen. In feite vertegenwoordigt hun toorn de toewijding aan de bescherming van zowel de leer van de dharma als van de specifieke tantrische uitoefening om verdorvenheid en ontwrichting te voorkomen.
De Boom van Fysiologie is de naam van een Tibetaanse thangkaschildering die de boeddhistische visie uitbeeldt van de menselijke fysiologie en bepaalde pathologische transformaties. Het origineel werd in 1687 geschilderd door desi Sanggye Gyatso, de regent van de vijfde dalai lama, Ngawang Lobsang Gyatso.

### Bön-invloed
De inheemse sjamanistische religie van de Himalaya is bön. Bön droeg een pantheon aan beschermende goden bij aan de Tibetaanse kunst. In Tibetaanse tempels (bekend onder de naam lhakhang) komen beelden van Boeddha of Padmasambhava vaak in paren voor met standbeelden van de beschermende god van het district, die vaak boos of donker wordt voorgesteld. Van deze goden wordt geloofd dat ze in eerdere tijden kwaad en ziekte toebrachten aan de lokale bewoners. De negatieve krachten werden sinds de komst van Padmasambhava bedwongen en zouden nu ten dienste van Boeddha staan.

## Schilderingen en zandfiguren

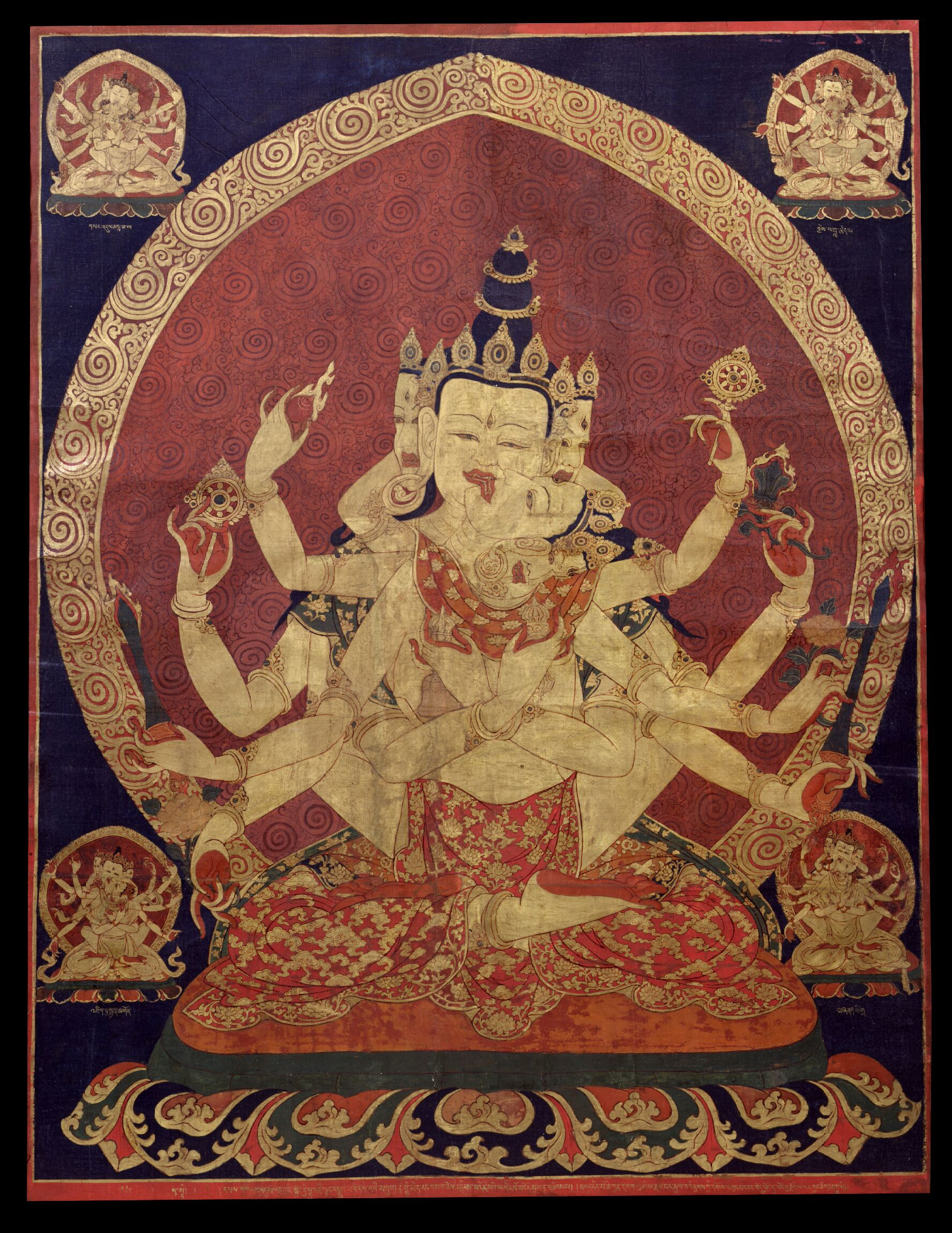
17e-eeuwse thangka Guhyasamaja Akshobhyavajra

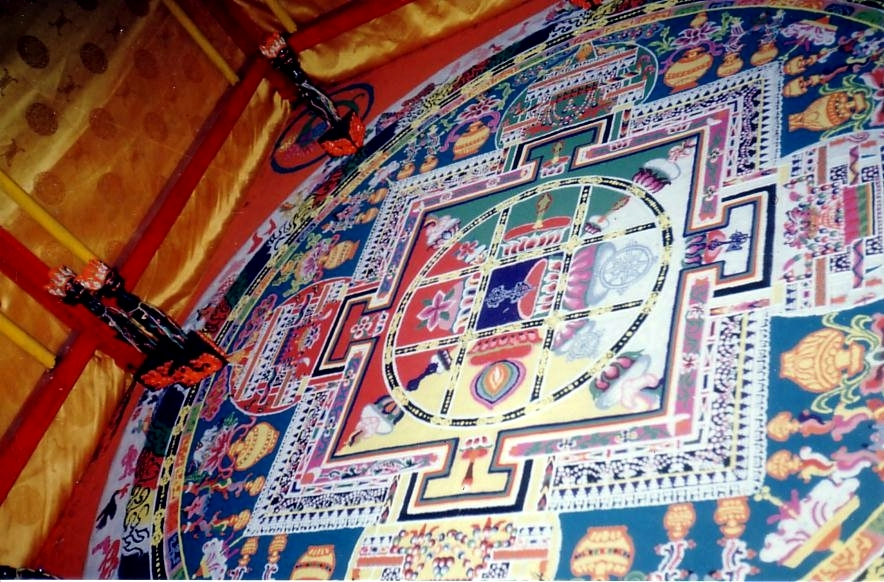
Zandmandala

Thangka's en mandala's zijn artistieke vertoningen die deel uitmaken van het Tibetaans boeddhisme.
Een thangka is een geschilderde of geborduurde banier die oorspronkelijk in een klooster of boven een familiealtaar hing en tijdens ceremoniële processies werd gedragen door monniken. Het Tibetaanse woord thang betekent vlak en geeft weer dat een thangka een schildering is op een plat oppervlak. Deze kan opgerold worden wanneer er geen vertoning nodig is. Aanvankelijk raakten thangkaschilderingen in gebruik onder reizende monniken, omdat ze gemakkelijk op te rollen en vervoerd konden worden van klooster naar klooster.
De mandala is van hindoeïstische oorsprong, maar wordt ook in het Tibetaans boeddhisme gebruikt. Het is een generieke term voor een plan, kaart of geometrisch patroon die metafysisch of symbolisch de kosmos uitbeeldt. De stijl van de beeltenissen volgde in eerste lijn de Indiase periode van de Gupta's en de hindoeïstische kunst. Mandala's dienen als meditatievoorwerp die de beoefenaar moet ondersteunen zich te concentreren op de betreffende motief en de daarmee tot uitdrukking gebrachte leerinhoud.
Een bijzondere vorm is de zandmandala die omgeven met rituele ceremonies wekenlang tot in minutieus detail wordt vervaardigd met kleine korreltjes zand, waarna het later weer ceremonieel wordt vernietigd en aan de natuur (stromend water) wordt teruggegeven.
Ook dienden mandala's in de Tibetaanse architectuur als model voor bouwtekeningen en voorschriften van gebouwen en tempelcomplexen. De toegangsportalen, woongebouwen, gebedshallen en heiligdommen werden zoals in een mandala was voorgeschreven, waardoor de tweedimensionale symbolische modellen in feite driedimensionaal werden uitgebeeld.

## Amuletten en relikwieën

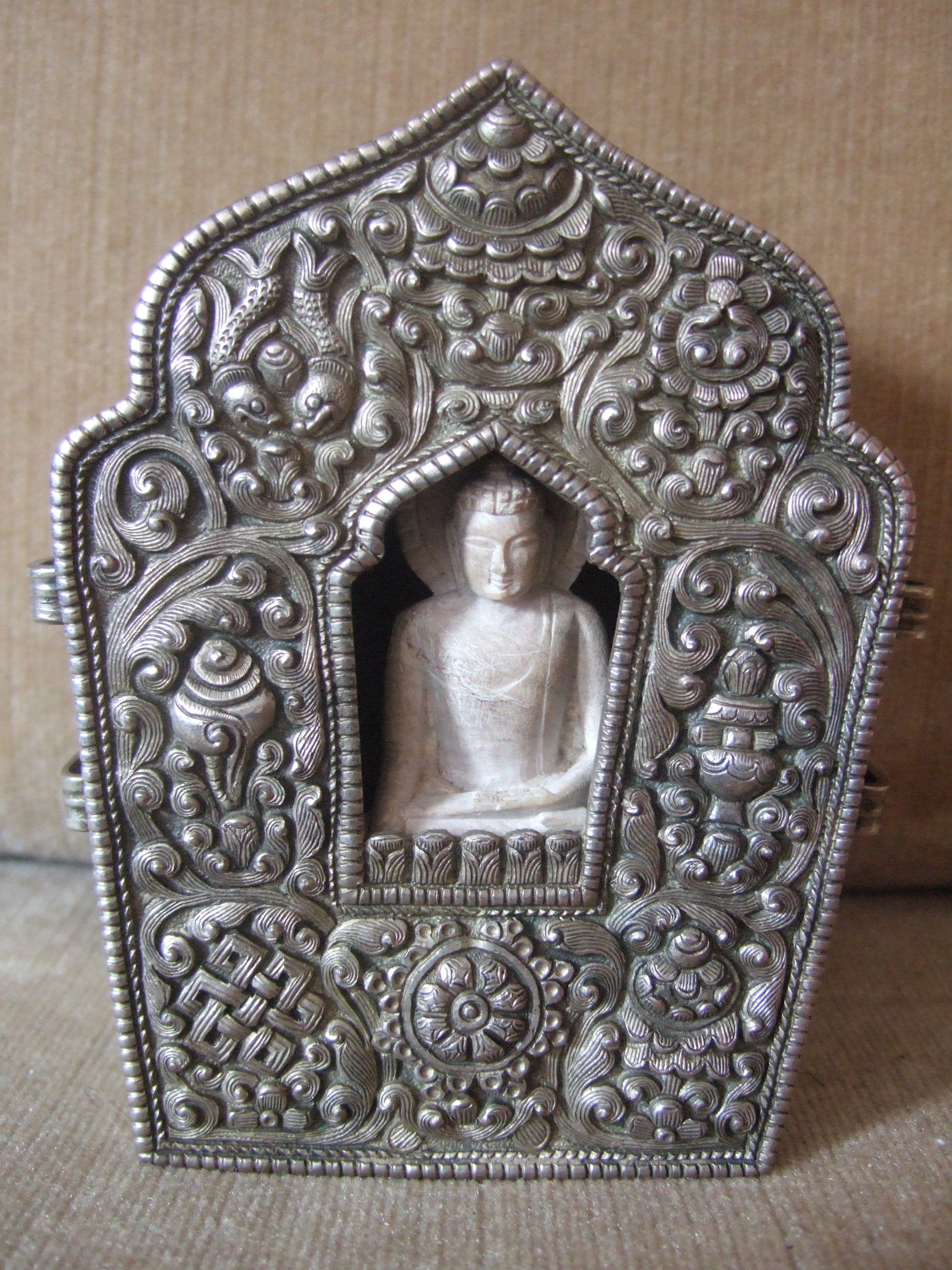
Draagbare, gau met raampje en de acht boeddhistische gelukssymbolen (ashtamangala). Het kleine beeldje binnenin is van steen en stamt uit Noord-India

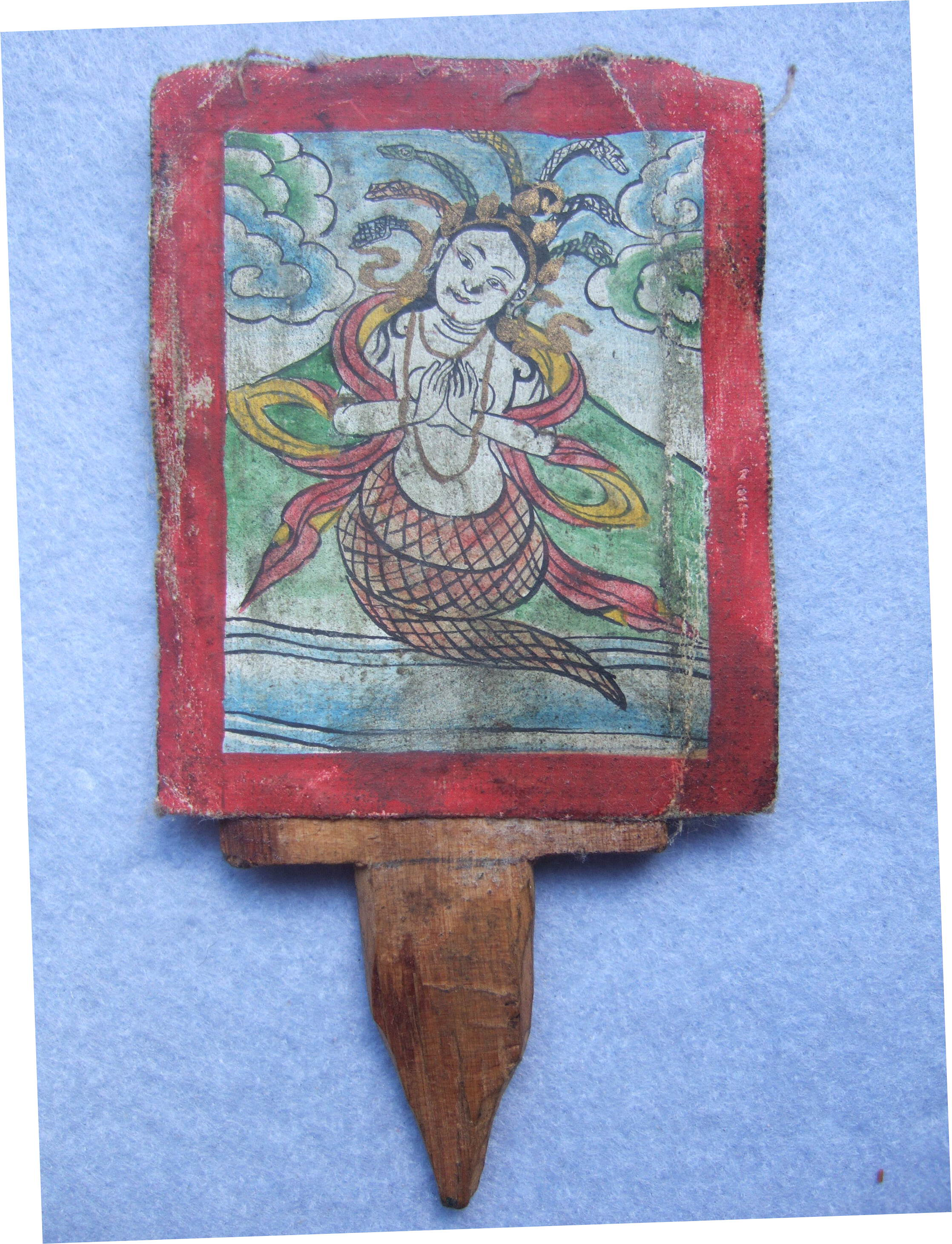
Tsakli, ca. 20e eeuw

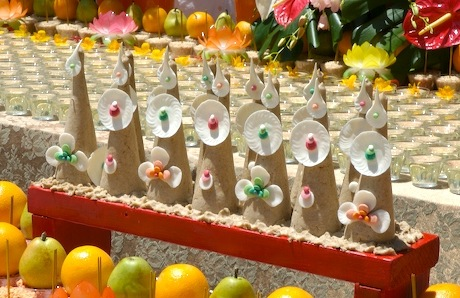
Torma's op een schrijn

Een andere schildering die rituele betekenis heeft is de tsakli, die meestal voorkomt in sets van zes tot honderd stuks. Tsakli's zijn kleine relikwieën en dienen als bescherming, bijvoorbeeld voordat er wordt begonnen aan de bouw van een tempel, als bescherming tijdens de reis of ter genezing van een ziek persoon, boom zonder vruchten of ter bescherming van graag dat opgeslagen wordt.
Naast de tsakli, wordt ook aan de amulets dzi en de thokcha spirituele magie toegekend. Een dzi is een parel die wordt gedragen in een halsketting of een armband. Een thokcha geeft volgens Tibetaanse boeddhisten beschermende kracht en hebben van oorsprong vaak een praktische toepassing. Ze werden bijvoorbeeld gebruikt in paardentuigen, voor gespen of speerpunten of dienden ze als versiering van kleding, geldbuidels of als onderdeel van dagelijkse voorwerpen.
Een gau is een meestal metalen, kleine altaarschrijn, draagbare relikwiehouder of een houder voor relikwieën of amuletten voor aan een halsketting of in het haar. Een gau kan bestaan uit een klein beeldje van een Tibetaanse godheid of een Boeddha of vergelijkbare uitbeeldingen, zoals tsakli's. De kleine beeldjes kunnen zijn gemaakt uit metaal, hout of steen.
Een kleien beeldje die gemaakt zijn met behulp van mallen wordt tsatsa genoemd. Tsatsa's worden ook voor speciale gelegenheden gemaakt, zoals bijvoorbeeld geboortedagen of het bezoek van een belangrijke persoonlijkheid, zoals een beroemde lama.
Deze voorwerpen staan vaak in verband met spiritualiteit en stammen uit de boeddhistische periode sinds ongeveer de 7e eeuw n.Chr. en soms gaan ze al terug tot de Tibetaanse Zhangzhung-tijdperk rond 1000 v.Chr. tot 900 n.Chr.
Torma's zijn een artistieke uitdrukking van een boeddhistische traditie. Dit zijn cakejes die meestal kegelvormig zijn en worden ceremonieel weggeworpen tijdens festivals, omdat ze worden gezien als een verzameling van alle kwaad. De koekjes worden verder ook op voorwerpen gezet.

## Beeldhouwkunst
Beeldhouwkunst werd in Tibet vooral uit hout en metaal en maar zelden uit steen vervaardigd. Na de 16e eeuw groeide de invloed van de Chinese stijl.

## Houtsnijwerk

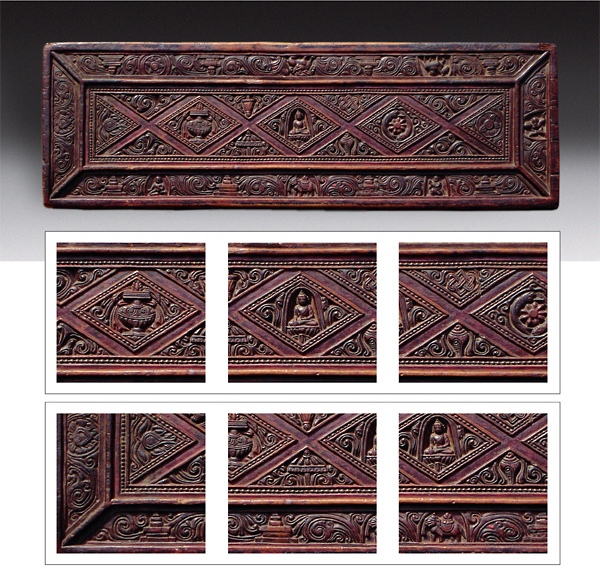
Houtsnijwerk op kofferdeksel

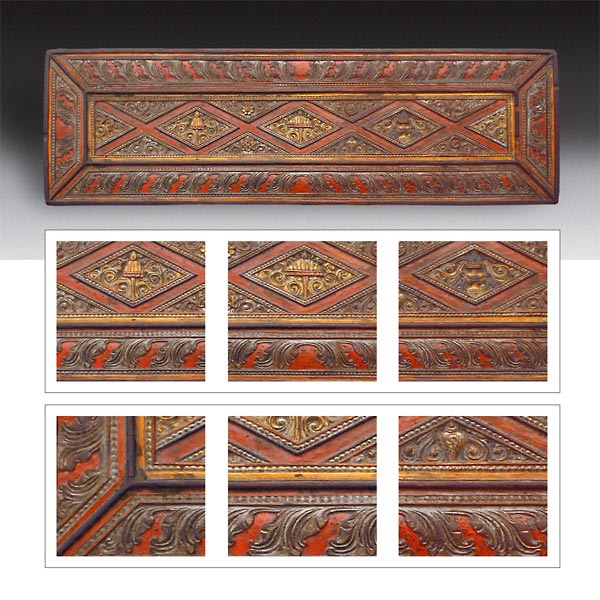
Deksel van manuscriptenkoffer

Houtsnijwerk is terug te vinden op diverse voorwerpen en relikwieën. Hiernaast staan afbeeldingen van deksels van koffers die werden gebruikt voor de opslag van boeddhistische geschriften.
Links worden godheden en de acht gelukssymbolen (ashtamangala) weergegeven, binnen een kader van lijnen en ruiten. In het midden staat Gautama Boeddha afgebeeld, omgeven door de gelukssymbolen en aan zijn linkerzijde de schatvaas. Uitgebeeld wordt een eindeloos leven, welvaart, voorspoed en alle baten in deze wereld voor het bevrijde wezen. Rechts van Boeddha karakteriseren de twee gouden vissen het geluk van levende wezens in een staat zonder gevaar.
Rechts staat een kofferdeksel afgebeeld uit de 15e tot 16e eeuw, eveneens met eenvoudige patronen die heilige elementen vertonen. Het ontwerp vertoont stoepa's, hemelgewelven en meetkundige lijnen. Uitgebeeld wordt een waardevolle paraplu als symbool voor de heilzame activiteit die wezens moet beschermen tegen schadelijke krachten. De overwinningsbanier symboliseert de viering van de activiteiten van het lichaam en de geest van iemand zelf en van anderen op obstakels. Ook hier is een schatvaas afgebeeld.

## Gebruiksvoorwerpen

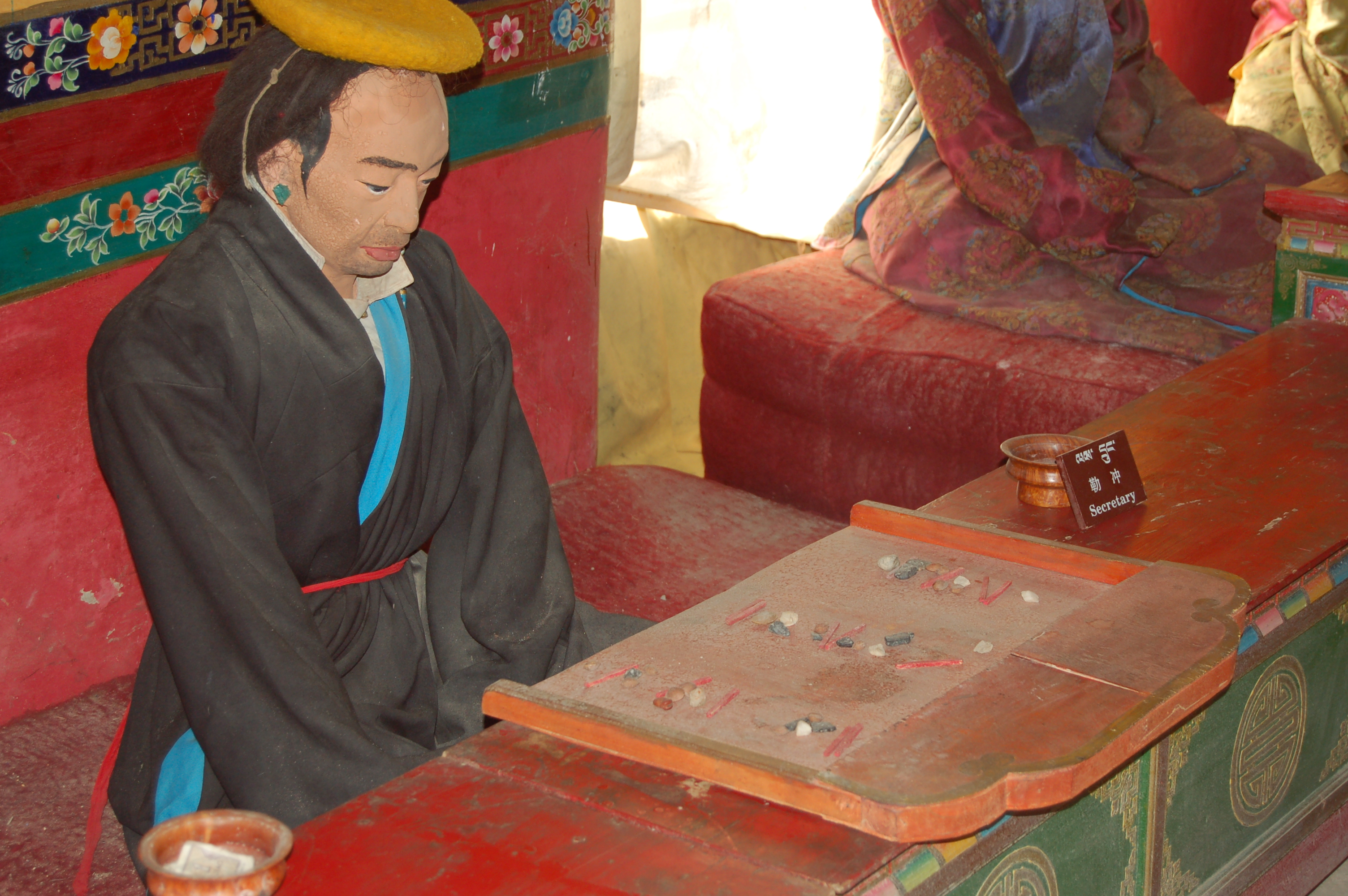
Het rekenhulpmiddel Tibetaanse abacus met losse stenen

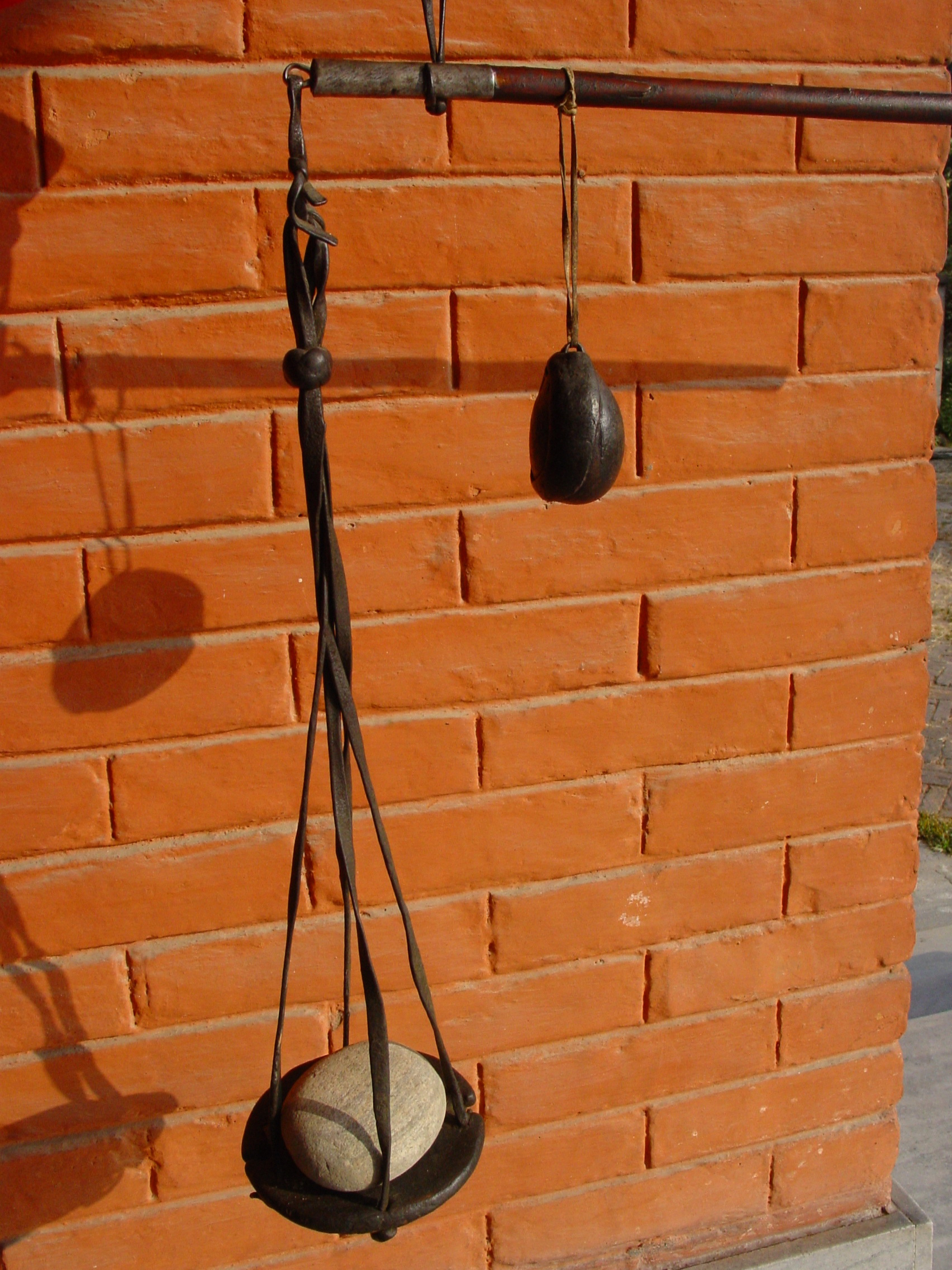
Tibetaanse weegschaal

Verschillende gebruiksvoorwerpen uit de tijd voor 1950 worden begin 21e eeuw als antiek verhandeld.
Voorbeelden van rekenhulpmiddelen zijn de Tibetaanse abacus met losse stenen en de zandabacus, waarvan de eerste vooral werd gebruikt voor het berekenen van belastingafdrachten en de tweede voor het doorvoeren van rekensommen voor de Tibetaanse kalender en de Tibetaanse astronomie.
Slechts enkele andere voorbeelden van antieke gebruiksvoorwerpen zijn weegschalen, Tibetaans zegels, historisch geld, gaus, metsja, thokcha's, maar ook Tibetaanse kledingstukken zoals plaids en chubas.
Een chabchab is een Tibetaans sieraad dat door Tibetaanse welgestelde vrouwen op de kleding werd vastgespeld. Het bestaat uit een broche gelijkend bovendeel waaraan door middel van kettinkjes verschillende benodigdheden hangen.

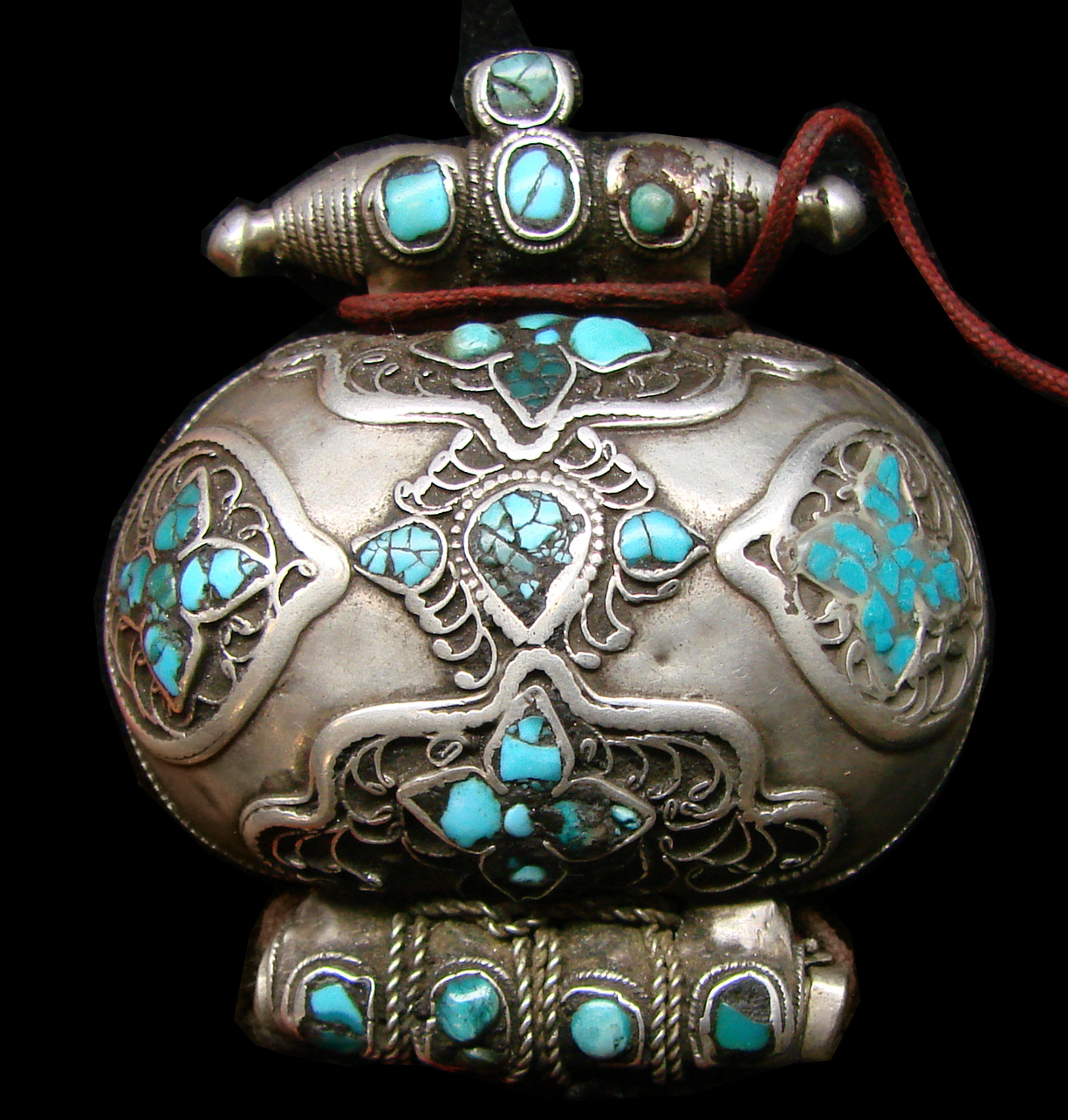
Tibetaanse gau
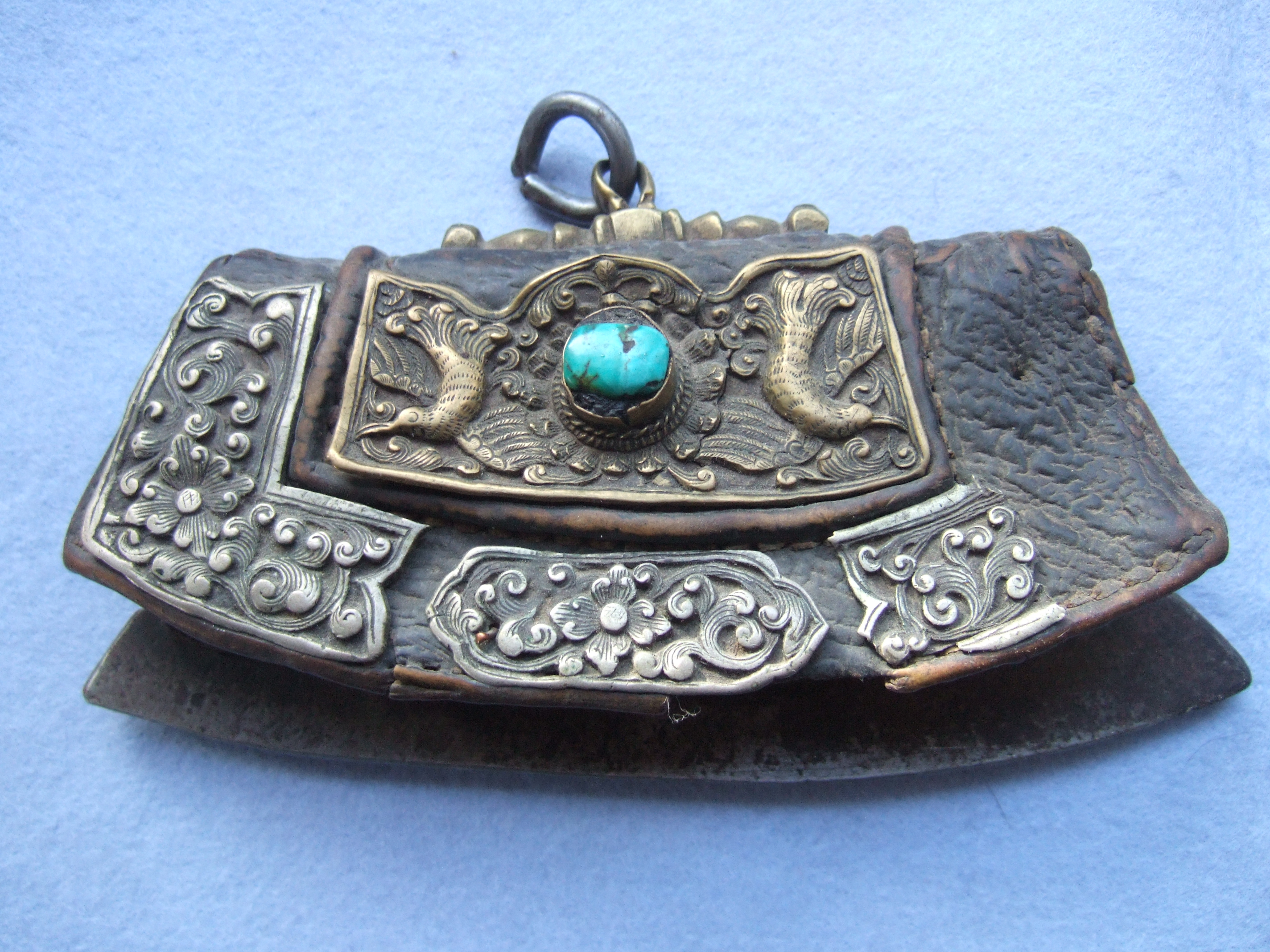
metsja, een Tibetaanse aansteker
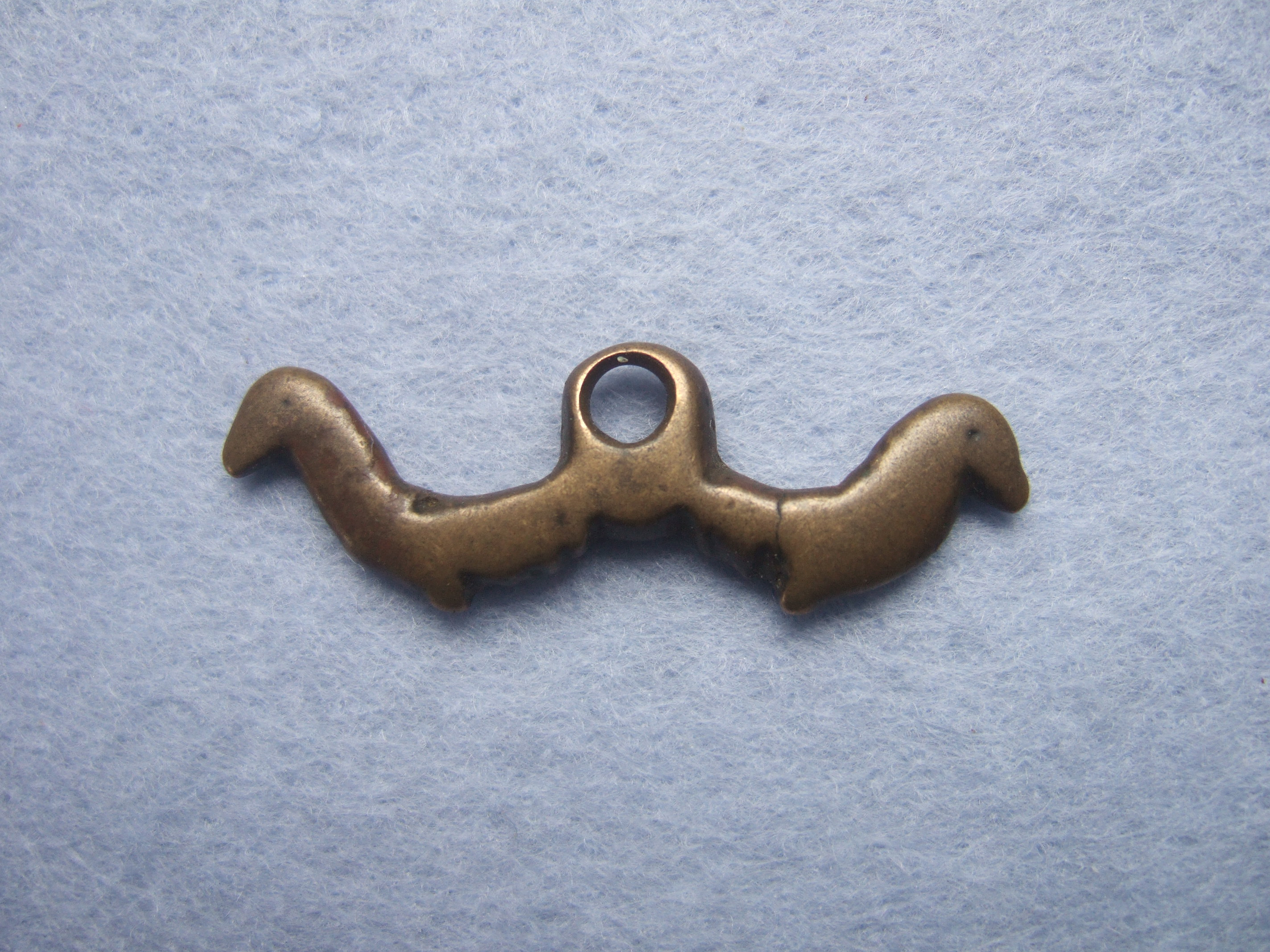
thokcha

## Hedendaagse Tibetaanse kunst
Hedendaagse Tibetaanse kunst is een kunststroming die is voortgebracht door Tibetanen in Tibet zelf en in ballingschap. Bij de hedendaagse Tibetaanse kunst kent weliswaar nog steeds veel kunstenaars die zich bezighouden met de traditionele kunst, maar daarnaast is er ook een stroming ontstaan, waarbij de religieuze invloed minder sterk of geheel verdwenen is en zijn invloeden van andere kunststijlen goed waarneembaar. Een bekend pionier en veelzijdig kunstenaar uit het begin van de 20e eeuw is Gendün Chöpel, die vooral tot bloei kwam tijdens zijn verblijf in India.

## Musea

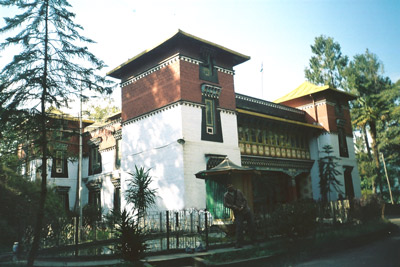
Tibetologie-instituut Namgyal

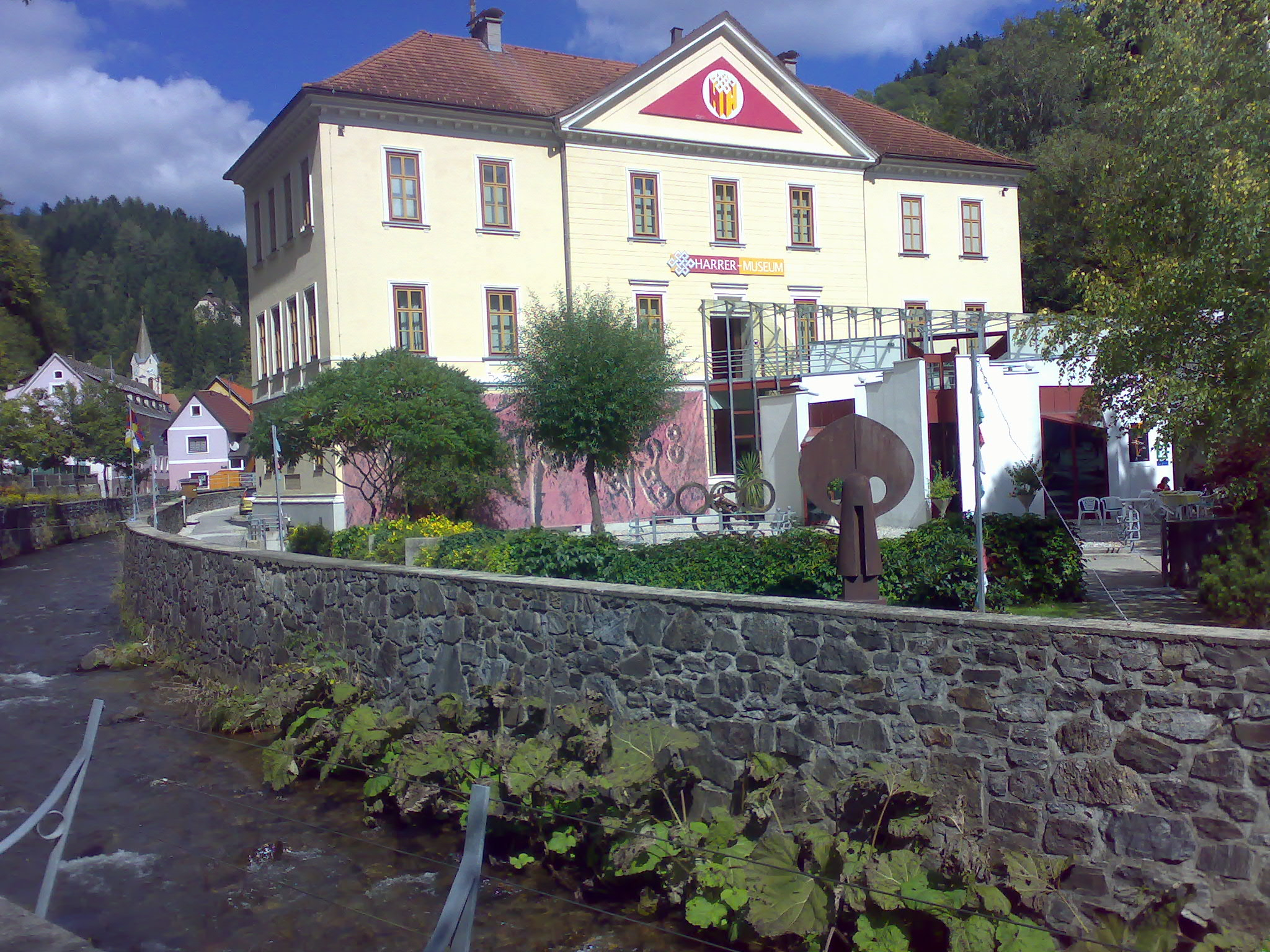
Heinrich-Harrer-Museum

In Lhasa staat het Tibet Museum ten zuidoosten van het Norbulingka-paleis, met van prehistorische kunst, ondeelbare politieke geschiedenis, cultuur en kunst en volksgebruiken. In Peking opende in 2010 het Museum van de Tibetaanse cultuur zijn deuren in het gebouw van de China Tibetology Research Center nabij het Vogelneststadion.
Een ander Tibet Museum staat in het Indiase Dharamsala, waar zich veel ballingen hebben gevestigd. Dit museum werd opgericht in 1998 ter herdenking aan het verlies van veel Tibetaanse cultuur en levens, met een verzameling foto's en levensverhalen. Verder is er ook nog een Tibet Museum in Seoel, Zuid-Korea en een Tibet Museum in Gruyères in Zwitserland.
Het Tibetologie-instituut Namgyal, ook wel Museum van Tibetologie, is een museum over Tibet in Gangtok, in de aan Tibet grenzende Indiase deelstaat Sikkim. Namgyal is gespecialiseerd in de Tibetaanse taal en tradities, inclusief het Tibetaans boeddhisme. Het museum bevat een aanzienlijke collectie standbeelden, schrijnen, wandtapijten, iconen, maskers en andere Tibetaanse kunst. Ook bevat het een collectie thangka's.
Buiten Azië herbergen onder andere het Jacques Marchais Museum of Tibetan Art in Staten Island, het Rubin Museum of Art in Manhattan, het Field Museum of Natural History in Chicago, het Asian Art Museum in San Francisco, het Museum für Asiatische Kunst in Berlijn en het Musée Guimet in Parijs een grote collectie Tibetaanse kunst.
In Parijs heeft het Musée Guimet een collectie Tibetaanse kunst en in Oostenrijk staat in Hüttenberg het Heinrich-Harrer-Museum van de tibetoloog Harrer. In Hüttenberg bevindt zich ook het kunstzinnig pelgrimspad Lingkor.
In Emmen, Nederland, bevindt zich sinds juni 2017 het Museum of Contemporary Tibetan Art.